# Alberto de Mendoza
Alberto de Mendoza, né le 21 janvier 1923 à Buenos Aires et mort à Madrid le 12 décembre 2011, est un acteur argentin.
Acteur dans des thrillers tels L'Étrange Vice de madame Wardh, Carole ou encore Terreur dans le Shanghaï express, dans lequel son rôle de prêtre russe marque les esprits, il est connu en France pour avoir joué Hendrix dans L'Arme à gauche de Claude Sautet (1965) et le roi d'Espagne dans La Folie des grandeurs de Gérard Oury (1971). En avril 2010, il confie ses souvenirs à propos de ce dernier tournage.

## Filmographie
- 1930 : Alma de Gaucho d'Henry Otto
- 1944 : Su mejor alumno de Lucas Demare
- 1962 : L'Espionne de Madrid (La reina del Chantecler) de Rafael Gil : Federico della Torre
- 1964 : Intrigue diabolique (Un tiro por la espalda) d'Antonio Román
- 1965 : L'Arme à gauche de Claude Sautet
- 1966 : L'Homme de Marrakech de Jacques Deray : Travis
- 1969 : Les Quatre Desperados de Julio Buchs
- 1969 : Le Dernier des salauds (Il Pistolero dell'Ave Maria / Los Desperados) de Ferdinando Baldi : Tomas
- 1970 : Quand Satana empoigne le colt (Manos torpes) de Rafael Romero Marchent : Latimore
- 1971 : L'Étrange Vice de madame Wardh (lo strano vizio della signora Wardh de Sergio Martino : Neil Wardh
- 1971 : Le Venin de la peur (Una lucertola con la pelle di donna) de Lucio Fulci : le sergent Brandon
- 1971 : La Queue du scorpion (La coda dello scorpione) de Sergio Martino : John Stanley
- 1971 : La Folie des grandeurs de Gérard Oury : le roi d'Espagne
- 1971 : Plus venimeux que le cobra (L'uomo più velenoso del cobra) de Bitto Albertini : George McGreves
- 1973 : Terreur dans le Shanghaï express : Père Pujardov
- 1974 : Dix petits nègres : Otto Martino
- 1974 : Hold-up (Hold-Up, instantánea de una corrupción) de Germán Lorente : Ashley
- 1974 : La Chasse sanglante (Open season) de Peter Collinson
- 1974 : Pour aimer Ophélie (Per amare Ofelia) de Flavio Mogherini
- 1979 : Violence à Manaos (Manaos) d'Alberto Vázquez-Figueroa
- 2000 : Bossa Nova et vice versa (Bossa Nova) de Bruno Barreto : Juan
- 2011 : Sordide vérité (La Mala verdad) de Miguel Ángel Rocca : Ernesto